# بارستو (تگزاس)
بارستو، تگزاس(به انگلیسی: Barstow, Texas) شهری در ایالت تگزاس از ایالات جنوبی ایالات متحده آمریکا است. در سرشماری سال ۲۰۰۰، جمعیت این شهر ۴۰۶ نفر اعلام شد.